# Кейп Бретон Хайлендс
Кейп Бретон Хайлендс е национален парк в Канада, създаден през 1936 г.
Паркът заема 948 км² от високото плато в северната част на остров Кейп Бретон. В парка вирее разнообразна растителност, доминирана от клен, бук и брези. От животните най-разпространени са лосове, елени, черна мечка, зайци и рисове. Срещат се и над 230 вида птици. Крайбрежната зона на парка е осеяна със скалисти цепнатини и плажове и пещери.
В парка се намира мястото, където се предполага, че през 1497 г. акостира Джон Кабот. По онова време тук живеят хора от микмак. По време на колониалния период острова става част от Акадия. Затова днес сред населението преобладават френско говорещите. И днес основен поминък на живеещите в близост до парка остава риболовът.
Паркът е достъпен за автомобили. Има 6 къмпинга.